# Ödesängssjön
Ödesängssjön este o arie protejată (arie specială de conservare — SAC, sit de importanță comunitară — SCI) din Suedia întinsă pe o suprafață de 17,4 ha, integral pe uscat.

## Localizare
Centrul sitului Ödesängssjön este situat la coordonatele 59°06′09″N 15°53′08″E / 59.1024°N 15.8856°E.

## Înființare
Situl Ödesängssjön a fost declarat sit de importanță comunitară în iulie 2000 pentru a proteja un număr necunoscut de specii din flora spontană și fauna sălbatică aflate în arealul zonei. Situl a fost protejat și ca arie specială de conservare în martie 2011.

## Biodiversitate
Situată în ecoregiunea boreală, aria protejată conține 3 habitate naturale: Mlaștini turboase de tranziție și turbării mișcătoare, Lacuri și iazuri distrofice naturale, Mlaștini împădurite.
La baza desemnării sitului se află un număr nedeclarat de specii protejate.